# Fay Tincher
Fay Tincher (17 de abril de 1884-11 de octubre de 1983) fue una actriz cómica estadounidense que hizo apariciones en películas durante la era del cine mudo.

## Primeros años
Tincher nació en Topeka, Kansas, y era hija de George Tincher y Elizabeth Tincher. Ella tenía tres hermanas, Mary, Ruth, y Julia. Su padre fue el alcalde y el impresor estatal de Topeka. De niña estudió danza, locución y música. Cuando era adolescente, asistió a una escuela de arte dramático en Chicago y actuó allí en ópera ligera.

## Carrera temprana
Aunque Tincher tenía previsto actuar en obras de teatro, acabó dedicándose a la comedia y posteriormente al vodevil, actuando tanto en Europa como en Estados Unidos.
Tincher comenzó su carrera en los escenarios. En 1908 estaba de gira por California con la compañía The Merry Go Round Company. En agosto de ese año pudo haberse casado con el también actor Ned Buckley, por una apuesta. Él era un graduado de Yale y residente de Bridgeport, Connecticut. Visitó a su abogado en el New York Life Insurance Edificio del 112-114 Broadway (Manhattan). Le pidió que obtuviera el divorcio si se enteraba de que estaba realmente casada.
Mientras actuaba en el circuito de vodevil Keith-Albee-Orpheum, Tincher fue abordada por un hombre que le comentó su parecido con la actriz Mabel Normand. Ella no conocía a Normand porque nunca había visto una película en 1913. El agente le dio su tarjeta y le dijo que quería que el director D.W. Griffith la viera. Al día siguiente se presentó en los Biograph Studios. En su primer papel, Griffith le dio el papel de una mujer fatal. Al cabo de tres semanas empezó a hacer comedia, al principio slapstick, y más tarde comedia dramática.

## Cine

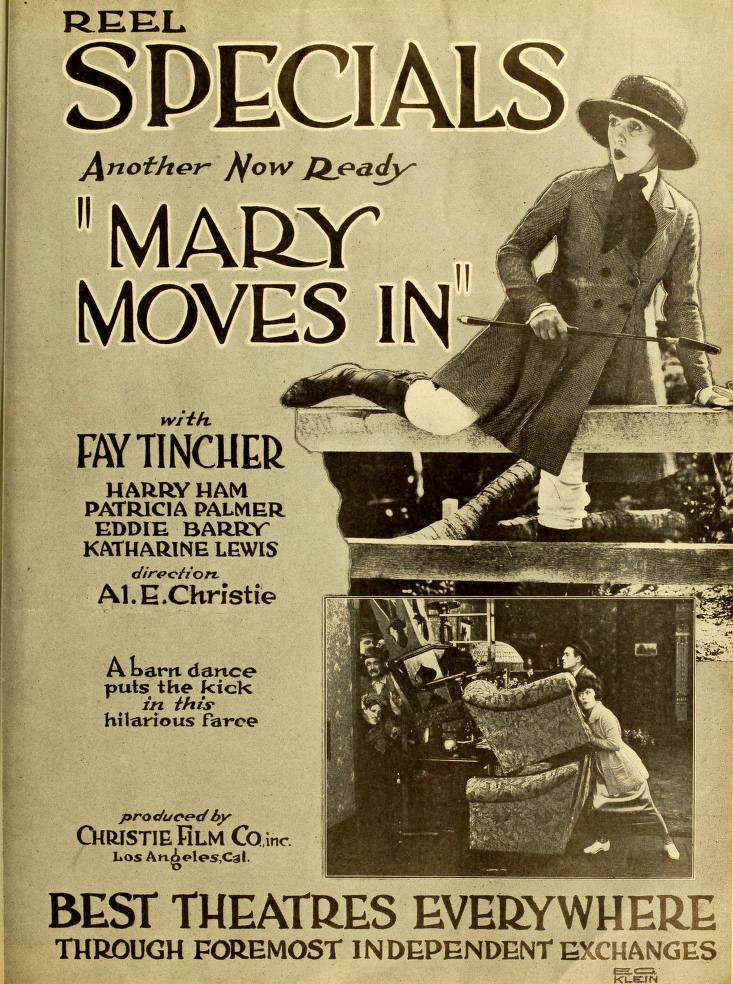
Anuncio publicitario (1919)

El debut cinematográfico de Tincher se produjo en 1914. Actuó en Bill Manages A Fighter (1914), una de las series de cortos cómicos de Bill. Fue realizado por la Komic Pictures Company de Los Ángeles, California. Los intérpretes trabajaron en los estudios Reliance. Dirigido por Edward Dillon, el exluchador de peso ligero Hobo Dougherty se encontraba entre los actores protagonistas. En una escena, Tincher anima a Dougherty a dejarse noquear en la película. Sin embargo, tiene problemas para convencer al veterano de la lucha de que no está realmente en una contienda pugilística.
A finales de 1915, Tincher trabajó para Fine Arts Film Company. Aparte de los papeles cómicos, a menudo representaba a tipos de la clase trabajadora, como una lavandera en Laundry Liz (1916). Donde Dillon dirigió y Anita Loos fue la escenógrafa. El cortometraje fue estrenado por Keystone Film Company. En Skirts (1916) Tincher interpreta a una modelo de artista que se convierte en víctima de las drogas. Este fue un nuevo tipo de papel para ella. Tully Marshall interpreta al artista.
Griffith puso en escena una presentación de corridas de toros cómicas, carrozas masivas, comedia teatral y drama, en julio de 1915. La producción fue
llamada el desfile del Photoplay. El público pudo ver a los directores con megáfonos, el proceso de desarrollo de las películas y el montaje de las mismas en las salas de maquillaje. Tincher interpretó un papel dramático en una comedia el último día del evento. Se montó un escenario y se representaron cuatro escenas.
En 1918, Tincher se convirtió en directora de su propia empresa, Fay Tincher Productions. Sus películas fueron estrenadas por la World Film Company.
En la serie de comedias Andy Gump (1923-1928) Tincher interpretó a Min, que lleva el pelo recogido, junto a Joe Murphy como su marido, Andy Gump. La serie contó con unas cuarenta y cinco películas y fue producida por Universal Pictures y Samuel Von Honkel.
El dibujante estadounidense Sidney Smith creó los personajes de las películas.
La última película de Tincher fue All Wet (1930). Se trata de un cortometraje de género cómico de dos carretes dirigido por Sam Newfield.

## Herencia
Tincher heredó 25.000 dólares del legado del testamento de la Mrs. Julian Dick, que murió por inhalación de gas de alumbrado el 22 de diciembre de 1930. La residencia de Dick estaba en el número 116 de la calle 36 Este en la ciudad de Nueva York. Su marido, el capitán Dick, era miembro de New York Cotton Exchange. Había sido asesinado accidentalmente por un amigo en 1922.

## Vida personal y muerte
En mayo de 1915, Tincher ganó un concurso de trajes de baño en Venice Beach, California, obteniendo un primer premio de $50 dólares. Llevaba un traje que se asemejaba a su famoso vestido de máquina de escribir, que usaba en las películas. Una multitud de aproximadamente 75.000 personas asistió al desfile.
En 1918, se alojó con la escritora de escenarios, Maie B. Havey, en un pequeño bungalow. A Tincher le gustaba trabajar en el arte del esmalte vítreo.
Fay Tincher murió a los 99 años de un ataque al corazón en Brooklyn, Nueva York, en 1983.

## Filmografía parcial
- The Battle of the Sexes (1914)
- The Quicksands (1914)
- Home, Sweet Home (1914)
- Nell's Eugenic Wedding (1914)
- The Escape (1914)
- Sunshine Dad (1916)
- Excitement (1924)
- The Reckless Age (1924)